# Франчини, Джованни
Джованни Франчини (итал. Giovanni Francini, 3 августа 1963, Масса, Италия) — итальянский футболист, игравший на позиции защитника. Известен по выступлениям за клубы «Торино» и «Наполи», а также национальную сборную Италии. Чемпион Италии. Обладатель Суперкубка Италии по футболу. Обладатель Кубка УЕФА.

## Клубная карьера
Воспитанник юношеской команды футбольного клуба «Торино».
Во взрослом футболе дебютировал в 1980 году выступлениями за главную команду этого же клуба, в которой провёл два сезона, приняв участие в 18 матчах чемпионата. В течение 1982—1983 годов на условиях аренды защищал цвета команды клуба «Реджина».
Своей игрой за эту команду доказал представителям тренерского штаба «Торино» свой высокий игровой потенциал и в 1983 году вернулся в состав туринской команды. На этот раз сыграл за неё следующие четыре сезона своей игровой карьеры. Большую часть времени, проведённого в составе «Торино», был основным игроком защиты команды.
В 1987 году заключил контракт с клубом «Наполи», в составе которого провёл следующие семь лет своей карьеры. Играя в составе «Наполи» также выходил на поле в основном составе команды. Выступая в Неаполе, выиграл с командой чемпионат Италии, Суперкубок Италии по футболу и Кубок УЕФА.
В течение 1994—1994 годов защищал цвета команды клуба «Дженоа». Завершил профессиональную игровую карьеру в клубе «Брешиа», за команду которого выступал на протяжении 1994—1996 годов.

## Выступления за сборные
В течение 1984—1986 годов привлекался в состав молодёжной сборной Италии. На молодёжном уровне сыграл в 12 официальных матчах и забил 2 гола.
В 1986 году дебютировал в официальных матчах в составе национальной сборной Италии. В течение карьеры в национальной команде, которая длилась 5 лет, провёл в форме главной команды страны 8 матчей. В составе сборной был участником чемпионата Европы 1988 года в ФРГ, на котором команда завоевала бронзовые награды, а Франчини ни в одном матче на поле не появился.

## Титулы и достижения
- Чемпион Италии (1): «Наполи»: 1989/1990
- Обладатель Суперкубка Италии по футболу (1): «Наполи»: 1990
- Обладатель Кубка УЕФА (1): «Наполи»: 1988/1989